# Le Débarquement du congrès de photographie à Lyon
Le Débarquement du congrès de photographie à Lyon is een Franse korte film uit 1895 die werd gemaakt door Louis Lumière. De film werd op 11 juni 1895 gefilmd toen de leden van een congres van fotografen afstapten van een boot waarmee ze op excursie waren geweest op de Saône. Een dag later, op 12 juni, werd de film vertoond voor deze leden als afsluiter van hun congres.

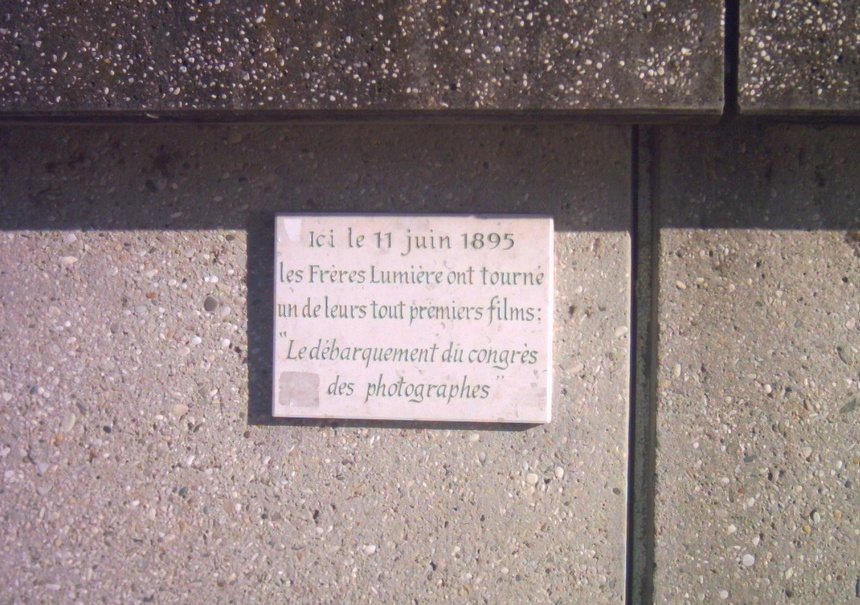
Gedenkplaat van het evenement te Neuville-sur-Saône.

Op 28 december 1895 was het een van de tien films die werden vertoond tijdens de eerste commerciële filmvoorstelling ooit, die plaatsvond in het Salon indien du Grand Café.